# Achaemenes sakalava
Achaemenes sakalava är en insektsart som beskrevs av Jacobi 1917. Achaemenes sakalava ingår i släktet Achaemenes och familjen kilstritar.
Artens utbredningsområde är Madagaskar. Inga underarter finns listade i Catalogue of Life.